# J. Hunter Holly
J. Hunter Holly (eigentlich Joan Carol Holly; geboren am 25. September 1932 in Lansing, Michigan; gestorben am 10. Oktober 1982 ebenda) war eine amerikanische Science-Fiction-Autorin.

## Leben
Holly war die Tochter des Ingenieurs Arthur Hunter Holly und der Künstlerin Hazel Belle, geborene Trumbo.
Sie studierte am Lansing Community College mit einem Stipendium der William and Sarah E. Hinman Foundation und Psychologie an der Michigan State University, wo sie 1954 mit dem Bachelor abschloss.
Sie arbeitete als Fotografin, kaufmännische Angestellte und Ballettlehrerin.
Holly schrieb Geschichten, seit sie fünf Jahre alt war, indem sie anfangs ihrer Mutter diktierte. Ab 1952 veröffentlichte sie erste Texte und 1959 erschien ihr Science-Fiction-Debüt, der Roman Encounter, bei Avalon Books unter dem Pseudonym J. Hunter Holly, das sie  verwendete, da Science-Fiction seinerzeit als Männerdomäne galt. Mitte der 1970er Jahre legte sie das Pseudonym ab bzw. verwendete Joan Hunter Holly als Autorenname.
Ihr schriftstellerische Laufbahn wurde 1966 durch einen gutartigen Hirntumor unterbrochen, der 1970 entfernt wurde. Ihre Gesundheit blieb auch in den folgenden Jahren beeinträchtigt. 1982 starb sie im Alter von 50 Jahren.
Ihre Arbeiten sind überwiegend Space Opera, häufig ist eine Invasion Außerirdischer das Thema. Eine Ausnahme bildet der Roman The Green Planet (1960, deutsch Der grüne Planet), in dem eine Gruppe von Verbannten auf einem fremdartigen Planeten zu überleben versuchen und Kontakt mit indianerähnlichen Ureinwohnern aufnehmen.

## Bibliographie
Romane
- Encounter. 1959.
  - Deutsch: Der geheimnisvolle Fremde. Pabel (Utopia Grossband #149), 1961.
- The Green Planet. 1960.
  - Deutsch: Der grüne Planet. Moewig (Terra #206), 1961.
- The Dark Planet. 1962.
  - Deutsch: Das grosse Sterben. Pabel (Utopia Zukunftsroman #396), 1964. Auch als: Die Virusrakete. Moewig (Terra Astra #43), 1972.
- The Flying Eyes. 1962.
- The Gray Aliens. 1963.
- Variant: The Grey Aliens. 1964.
  - Deutsch: Die fremden Schatten. Moewig (Terra #535), 1967.
- The Running Man. 1963.
  - Deutsch: Vom Grauen gejagt. Pabel (Utopia Zukunftsroman #400), 1964.
- The Time Twisters. 1964.
  - Deutsch: Die Zeitverdreher. Moewig (Terra Astra #19), 1971.
- The Dark Enemy. 1965.
- The Mind Traders. 1966.
- The Assassination Affair (The Man from U.N.C.L.E. #10, 1967)
- Keeper. 1976.
- Shepherd. 1977.
- The Death Dolls of Lyra. 1977.

Kurzgeschichten
- Silence. 1965.
  - Deutsch: Stille. In: Wolfgang Jeschke (Hrsg.): Heyne Science Fiction Magazin, #1. Heyne SF&F #3848, 1981, ISBN 3-453-30777-1.
- The Question. 1966.
- The Gift of Nothing. 1972.
- The Others. 1973.
- Child. 1973.
- The Graduated Robot. 1974.
- The Proper Study. 1974.
- Variant: The Proper Study. 1974.
  - Deutsch: Versuchskaninchen. In: H. J. Alpers (Hrsg.): Science Fiction Almanach 1981. Moewig Science Fiction #3506, 1980, ISBN 3-8118-3506-8.
- Come See the Last Man Cry. 1975.
- Variant: Come See the Last Man Cry. 1975.
  - Deutsch: Kommt, seht den letzten Menschen weinen! In: Wolfgang Jeschke (Hrsg.): Heyne Science Fiction Magazin, #6. Heyne SF&F #3954, 1983, ISBN 3-453-30885-9.
- Psi Clone. 1977.
- Variant: PSI Clone. 1977.
  - Deutsch: Psi-Klon. In: Wolfgang Jeschke (Hrsg.): Feinde des Systems. Heyne SF&F #3805, 1981, ISBN 3-453-30707-0.